# Folgoso de la Ribera
Folgoso de la Ribera es un municipio y villa española de la provincia de León, en la comunidad autónoma de Castilla y León. Se encuentra en la comarca de El Bierzo y cuenta con una población de 982 habitantes (INE 2024). Muy vinculada a la actividad minera del carbón. Cuenta con la Fundación Santa Bárbara y explotaciones ya cerradas como Minas de Valdeloso.

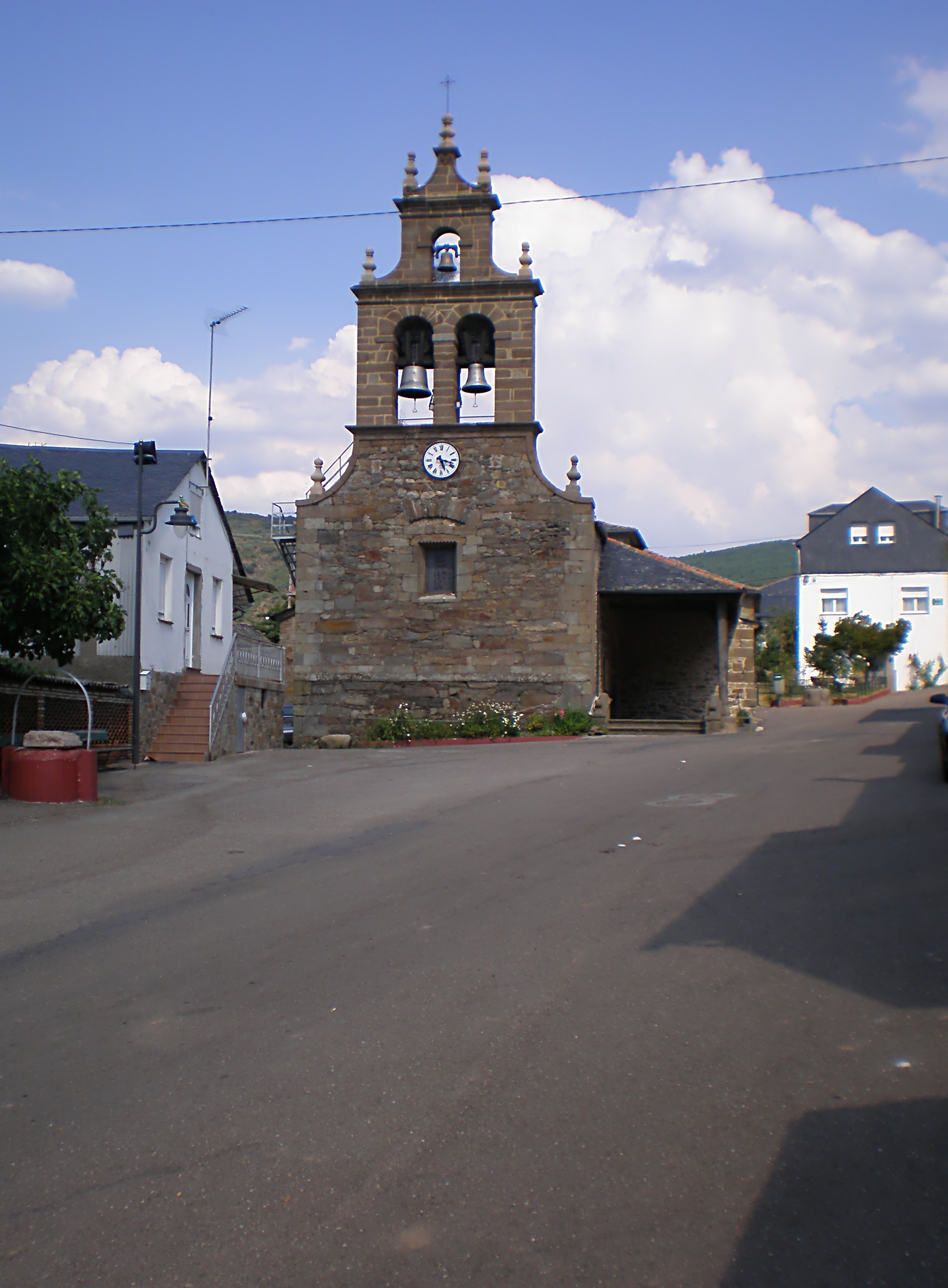

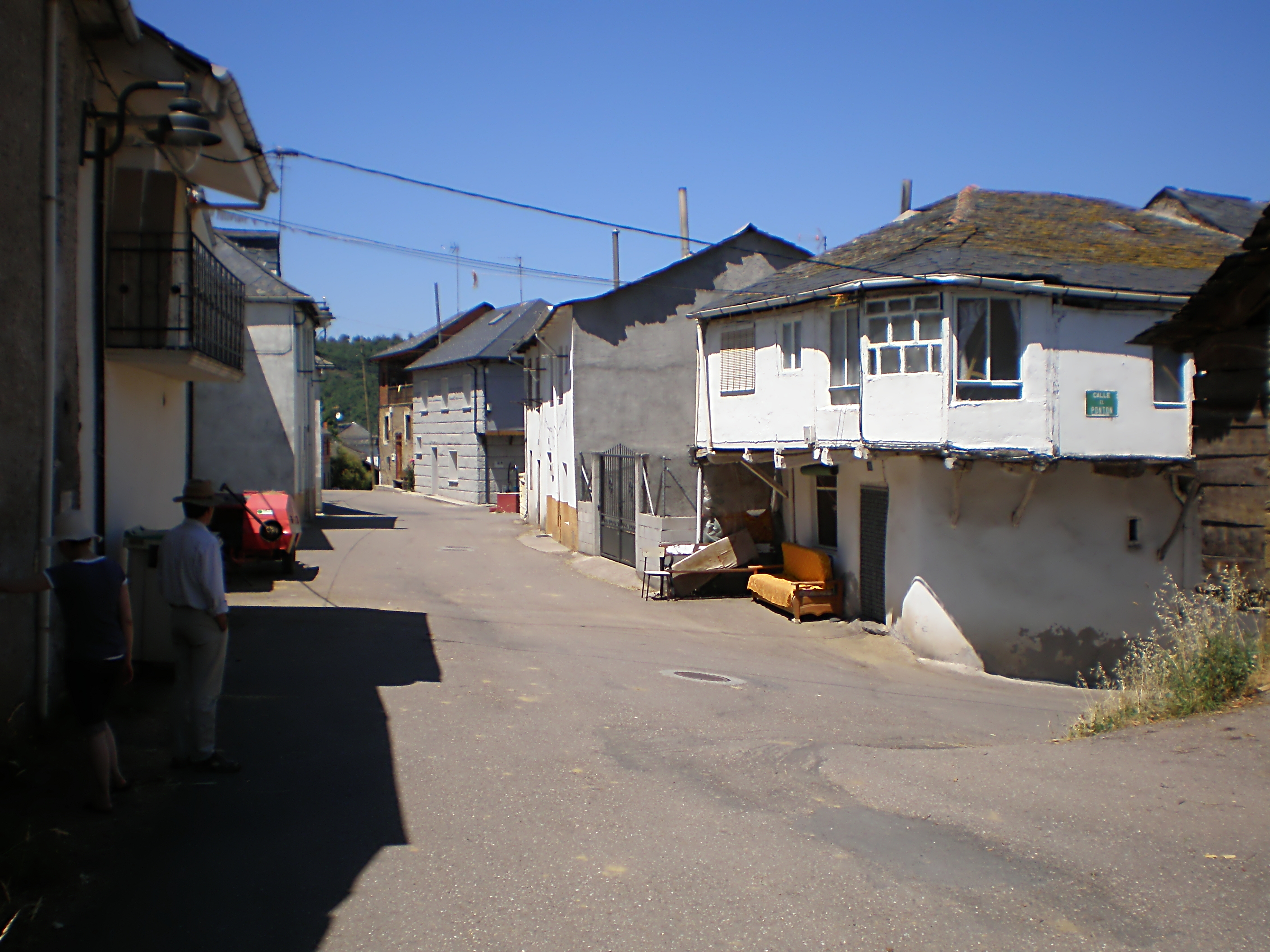

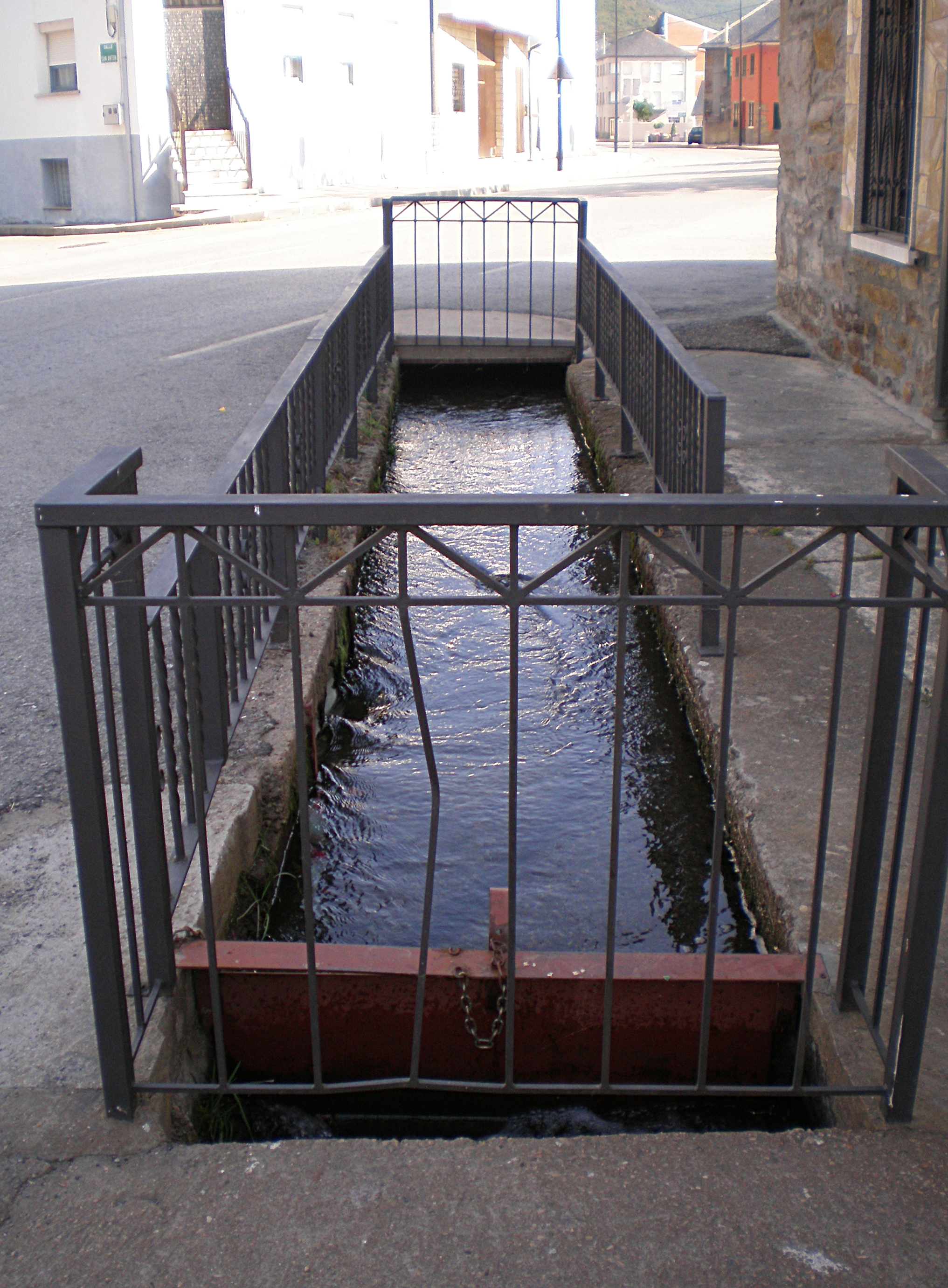

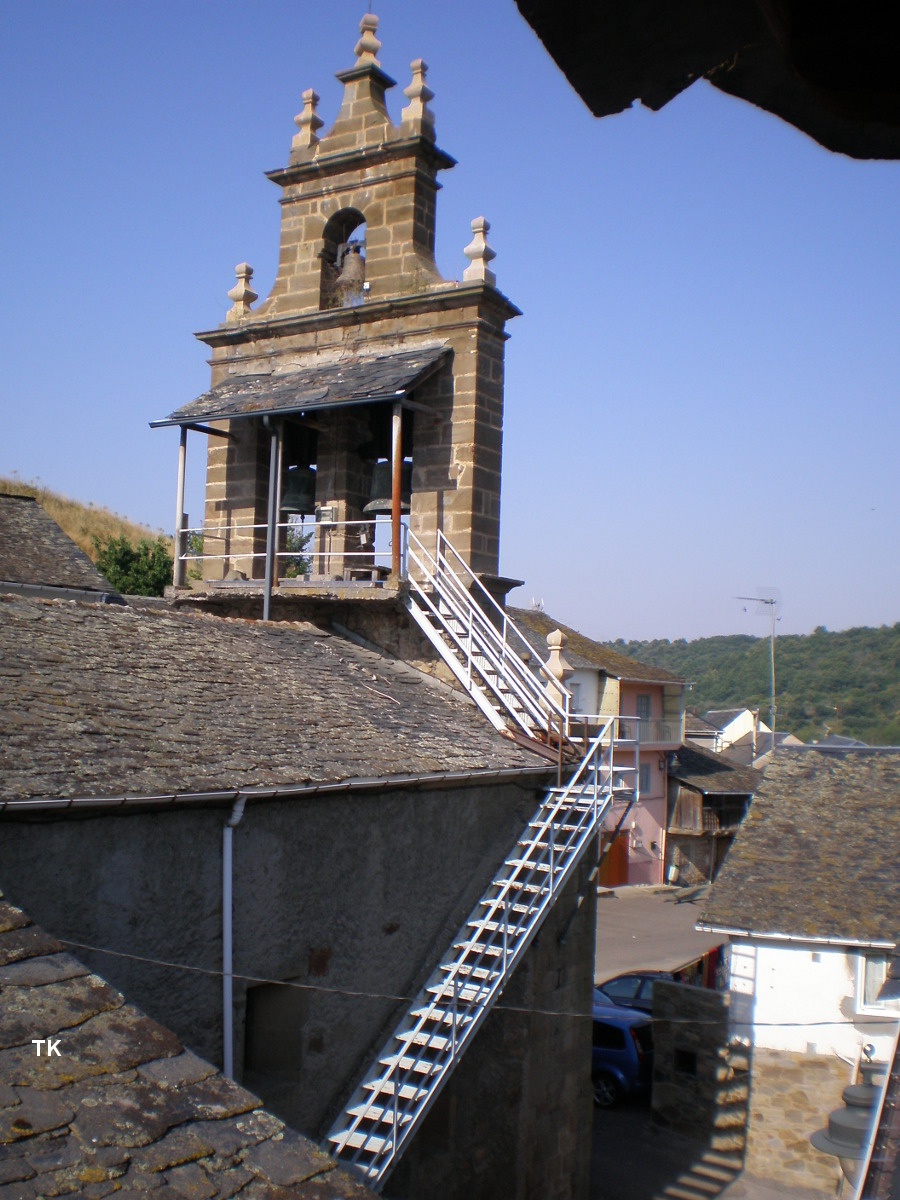

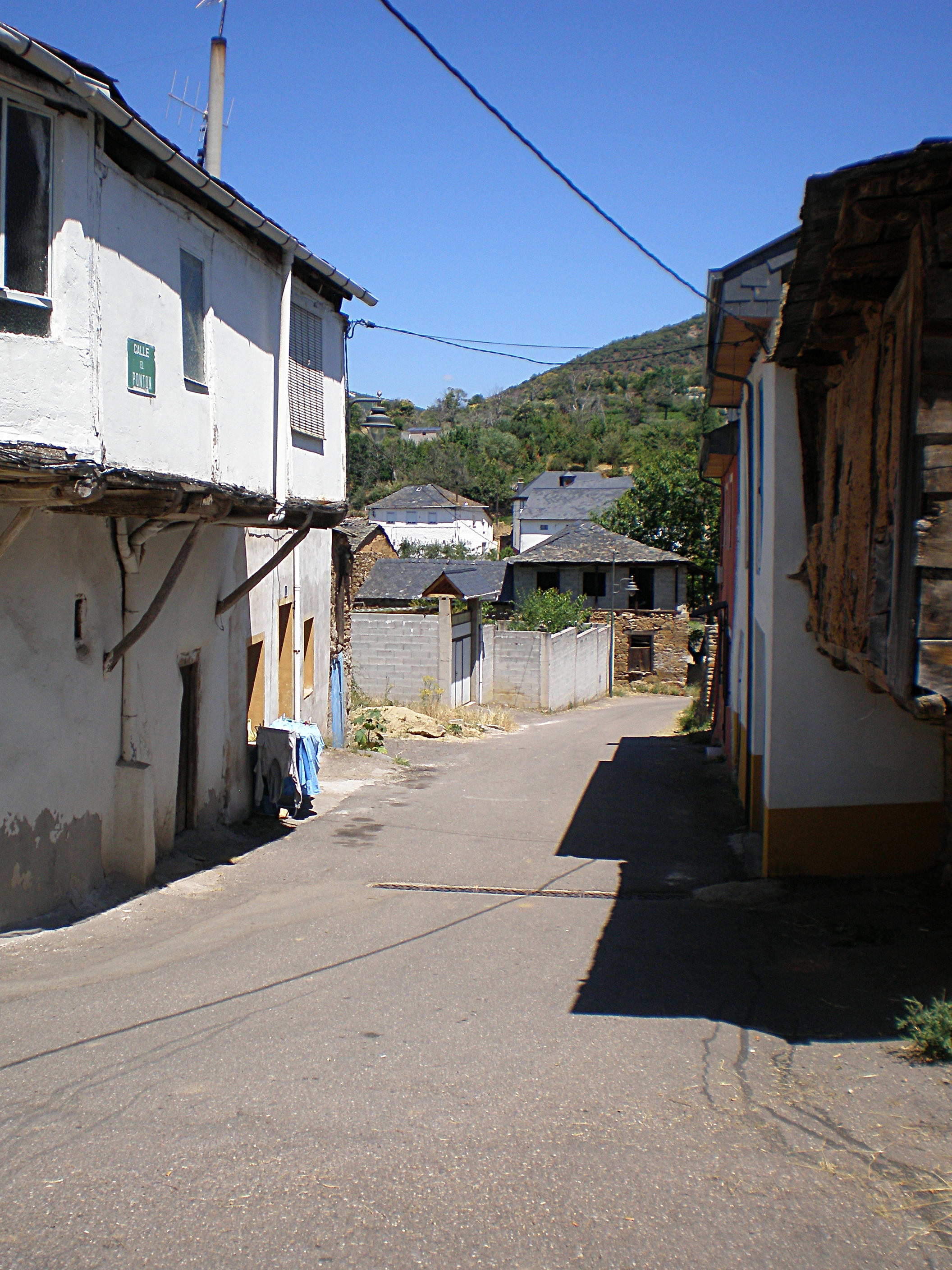

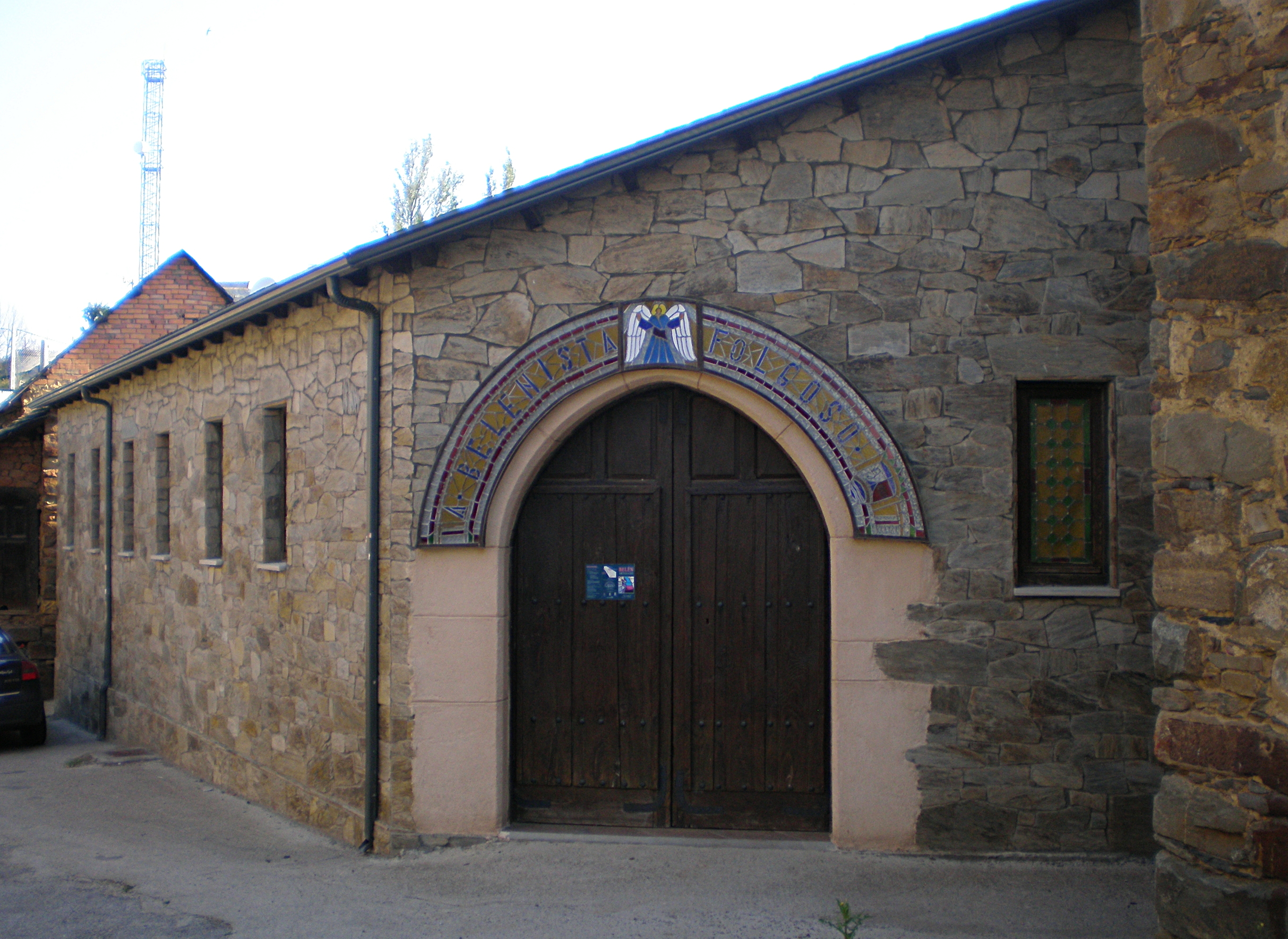

## Geografía
El municipio ocupa 6890 hectáreas y está integrado dentro de la comarca de El Bierzo, situándose a 87 kilómetros de la capital provincial. El término municipal está atravesado por la Autovía del Noroeste entre los pK 358 y 361. Está conformado por las localidades de Folgoso de la Ribera, La Ribera de Folgoso, Boeza, Rozuelo, Villaviciosa de San Miguel (hasta 1978 denominado Villaviciosa de Perros), El Valle y Tedejo.
El relieve del municipio está determinado por las montañas que conforman el valle del río Boeza, que desciende desde Igüeña hacia Bembibre y el río Sil. Las mayores alturas del municipio se encuentran en las montañas que circundan el valle (Alto de Cueva Raposo, 1142 metros; Lleras, 1245 metros), en la transición entre los Montes de León y la sierra de Gistredo. El pueblo cabecera municipal se alza a 775 metros sobre el nivel del mar, siendo la altura más baja del municipio el nivel de los 700 metros.
| Noroeste: Noceda del Bierzo | Norte: Igüeña         | Noreste: Igüeña           |
| Oeste: Bembibre             |                       | Este: Torre del Bierzo    |
| Suroeste: Torre del Bierzo  | Sur: Torre del Bierzo | Sureste: Torre del Bierzo |

## Historia

### Época prerromana
Los primeros vestigios de la presencia humana en el municipio de Folgoso se remontan a la Edad del Bronce, habiéndose encontrado puntas de lanza datados en la misma en el paraje del Corón de Tudela de El Valle y en el Corón de las Torcas de La Ribera de Folgoso.
La Edad de los Metales en el municipio estaría marcada por el desarrollo de la cultura castreña propia de la sociedad astur. El valle del Boeza y, en concreto, los diez km que separan Folgoso y Las Ventas de Albares, supone una zona particularmente densa. Así, en la Carta arqueológica de la provincia de León se han consignado numerosos asentamientos castreños en esta área. En este sentido, un kilómetro al suroeste de Folgoso se encuentra La Gandara, un asentamiento establecido a finales de la Edad de los Metales o principios de la Edad Antigua. Asimismo, un kilómetro al norte de Rozuelo se sitúa el paraje de Colmenales, donde se ha atestiguado la existencia de un antiguo castro amurallado protegido por un foso, donde aún es posible descubrir los restos de una torre.

### Época romana
La conquista de Castro Bergidum por parte de los ejércitos romanos y la posterior victoria de éstos en la batalla del Monte Medulio, conllevó la derrota de los astures en las guerras cántabras, que se hizo definitiva tras aplacar las tropas romanas las últimas escaramuzas astures en el año 19 a. C. Este hecho supuso que el actual término de Folgoso quedase bajo dominio del Imperio Romano. No obstante, cabe señalar que la tribu astur de los susarros que poblaba el actual municipio de Folgoso no se levantó en armas contra los romanos, lo que propició que en el año 15 a. C. el emperador Augusto firmase el Bronce de Bembibre, edicto en el que se concedía al pueblo susarro inmunidad y se le permitía mantener sus tierras debido a que se habían mantenido fieles durante las guerras.
Respecto al encuadre territorial de la zona dentro del Imperio Romano, el actual territorio berciano quedó integrado dentro del Convento Asturicense, con capital en Asturica Augusta (hoy Astorga), en la provincia de Tarraconensis. No obstante, a principios del siglo III, Caracalla integró el Convento Asturicense en la provincia de Hispania Citerior y, más tarde, la reforma territorial de Diocleciano asignó dicho convento a la nueva provincia de Gallaecia, que integraba en su seno los antiguos territorios de los astures y los galaicos.

### Edad Media
En el contexto de la crisis interna que llevó a la desaparición del Imperio Romano, en el año 411 el área berciana (y en general, el grueso de la actual provincia de León) quedó integrada en el Reino Suevo, que poseía su capital en Bracara Augusta (actual Braga, Portugal), dependencia que se corrobora porque en el Parroquial suevo la diócesis de Astorga incluía el pagus (unidad administrativa) de Bergido.
No obstante, en el año 585 el rey visigodo Leovigildo conquista el reino suevo, pasando a integrarse el área berciana dentro del Reino Visigodo, en cuyo seno queda adscrito al ducatus de Asturias y, dentro de éste, en el Bergidensis territori. En esta época, Pliego Vázquez sitúa una ceca en las proximidades del término de Folgoso, en terreno astur-susarro, dado el hallazgo de una moneda con la inscripción "SUSARRES", que haría referencia al pueblo susarro. No obstante, la ubicación de este lugar de acuñación de moneda es controvertido.
Posteriormente, tras la caída de los visigodos a manos de los musulmanes en el año 711, da inicio la conquista musulmana de la península ibérica. No obstante, el área de Bergido se convierte en esta época en un territorio casi despoblado, debido a que los cristianos huyen hacia el norte y las tropas musulmanas apenas establecen núcleos de población relevantes. La zona es reconquistada para los cristianos en el siglo IX, pasando a formar parte del Reino Astur-Leonés (a partir del 910 Reino de León), dentro del cual se establece un condado en el área berciana, encabezada por el conde Gatón del Bierzo, ordenando el rey Ordoño I la repoblación de la zona, siendo precisamente en los primeros años del reino leonés, cuando se dan las primeras reseñas documentales sobre las localidades del municipio.
A partir del reinado de Alfonso VI de León, se produce una profunda reorganización del territorio berciano en tenencias y merindades. En este proceso, el término de Folgoso se integra dentro de la tenencia del Boeza (que se extiende sobre las faldas de los Montes de León y los valles de los ríos Boeza, Tremor y Noceda), de la que se tiene noticia, por primera vez, en 1124 (durante el reinado de Urraca I de León), cuando estaba en manos del conde Suero Bermúdez. Hay poca información acerca de las personas que fueron desempeñando esta tenencia pero se sabe que tenía gran relevancia y, de hecho, en 1187, se dice que Velasco Fernandi es tenente Bergidum et Bueza (tenente de El Bierzo y Boeza) dando a entender que ambas gozaban de la misma relevancia.
A finales del siglo XII, en 1198, el rey Alfonso IX de León concedió fuero propio a Bembibre, lo que otorgó a este burgo el control administrativo y económico de la cuenca del Boeza, quedando supeditadas a dicha localidad los pueblos del actual municipio de Folgoso.

### Edades Moderna y Contemporánea
En la Edad Moderna, con la reducción de ciudades con voto en Cortes a partir de las Cortes de 1425, las localidades del municipio pasaron a estar representadas por León, lo que les hizo formar parte de la provincia de León en la Edad Moderna, situándose dentro de ésta en el partido de Ponferrada.
Ya en la Edad Contemporánea, iniciado el siglo XIX, durante la Guerra de la Independencia Folgoso destacó por haber llegado a albergar la sede de la Junta Superior de León a principios de enero de 1809.
Finalmente, en 1821 Folgoso de la Ribera fue una de las localidades que pasó a formar parte de la provincia de Villafranca, si bien al perder ésta su estatus provincial al finalizar el Trienio Liberal, en la división de 1833 quedó adscrita, junto al resto de localidades del municipio, a la provincia de León, dentro de la Región Leonesa.

## Demografía
Cuenta con una población de 982 habitantes (INE 2024).
| Gráfica de evolución demográfica de Folgoso de la Ribera entre 1842 y 2021                                            |
| |
| Población de derecho según los censos de población del INE. Población de hecho según los censos de población del INE. |

### Núcleos de población
El municipio se divide en varios núcleos de población, que poseían la siguiente población en 2017 según el INE.
| Núcleo de población        | Población |
| -------------------------- | --------- |
| La Ribera de Folgoso       | 466       |
| Folgoso de la Ribera       | 394       |
| Boeza                      | 105       |
| El Valle                   | 91        |
| Villaviciosa de San Miguel | 31        |
| Rozuelo                    | 27        |
| Tedejo                     | 18        |

## Cultura

### Patrimonio
- Iglesia de Folgoso. Erigida en 1814, destaca su retablo, que data del siglo XVI procedente de una iglesia más antigua, así como su artesonado de madera.
- Iglesia de La Ribera. Construida en el siglo XVIII, posee tres retablos frontales y dos laterales.
- Iglesia de Boeza. Destaca en ella su artesonado de madera.
- Iglesia de Rozuelo. Erigida a inicios del siglo XIX, está coronada por una espadaña que alberga tres campanas.
- Iglesia de Tedejo. Ubicada a medio camino entre El Valle y Tedejo, originalmente estuvo ubicada en Tedejo, siendo trasladada a finales del siglo XV a su actual emplazamiento, siendo reformada en los siglos XVI y XVII.
- Ermita de El Valle. Se encuentra bajo la advocación de Santo Tomás.
- Casas blasonadas de El Valle. Se trata de dos viviendas engalanadas con sendos blasones nobiliarios, destacando La Casona, que conserva su escudo original del siglo XVI.
- Molinos. Destacan los tres molinos existentes en Folgoso.
- Potro para herrar. Cabe señalar el potro conservado en La Ribera.
- Bodegas subterráneas. Hay ejemplos de este tipo de bodegas tanto en La Ribera como en Tedejo.
- Lavadero de Boeza.
- Lagares. Existen dos ejemplos de antiguos lagares ubicados en Rozuelo y en Tedejo.

### Idioma
Es uno de los municipios bercianos donde se hablaba tradicionalmente el leonés, idioma en retroceso del que se conservan algunos términos léxicos, y, en mucha mayor medida, topónimos.

### Pendones leoneses
En el municipio se conservan varios ejemplos de pendones leoneses, enseñas de tipo concejil que representaban a las localidades del antiguo reino leonés. Así, en Folgoso se conserva el pendón más grande del municipio, que tiene una altura aproximada de 12 metros, siendo de colores verde y vino. Por su parte, el pendón de La Ribera se compone de los colores azul, encarnado y blanco, mientras que el de Boeza posee una combinación de colores grana y oro.

### Gandusa
La gandusa es un juego tradicional que aún pervive en Boeza, donde se realiza anualmente un campeonato. Este juego consiste en un palo de unos 20 cm acabado en punta por sus dos extremos, denominado gandusa, al que se golpea con otro palo de unos 90 cm, en primer lugar para elevarlo y luego para tratar de lanzarlo lo más lejos posible.